# Janetaescincus veseyfitzgeraldi
Janetaescincus veseyfitzgeraldi ist eine Skinkart, die auf den Seychellen endemisch ist. Das Artepitheton ehrt den irischen Entomologen Leslie Desmond Edward Foster Vesey-Fitzgerald.

## Merkmale
Janetaescincus veseyfitzgeraldi erreicht eine Kopf-Rumpf-Länge von 37 mm. Die Länge der Vorderbeine beträgt 4,5 mm, die Anzahl der Schuppenreihen um die Körpermitte 22. Vor den Subocularen befinden sich zwei Oberlippenschilder. Die Körperfärbung ist einfarbig dunkel.

## Verbreitung

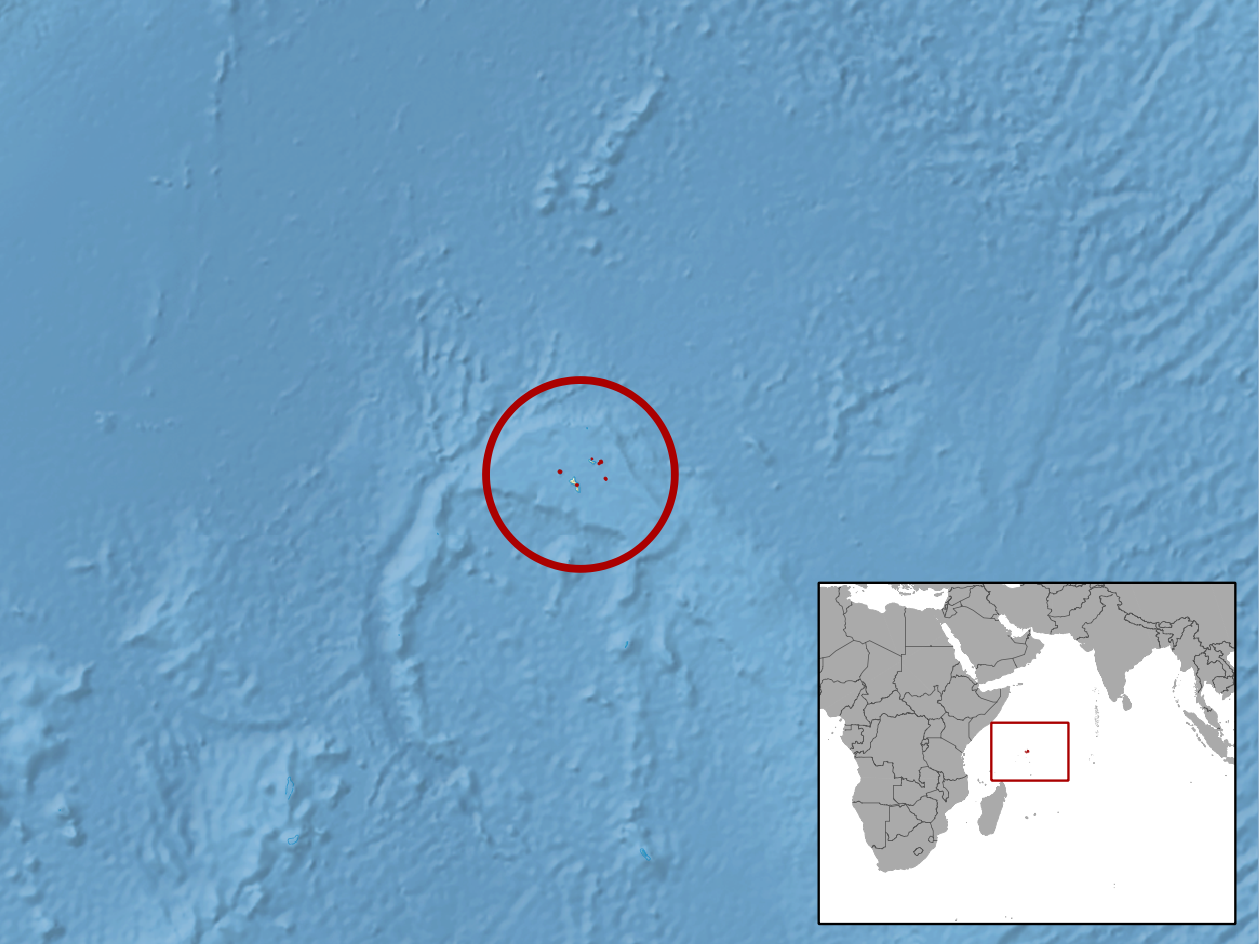
Verbreitungsgebiet

Janetaescincus veseyfitzgeraldi kommt auf den Inseln Mahé, Silhouette, Curieuse, Félicité, La Digue und Frégate in den Seychellen vor. Es ist eine Tieflandart, die in Höhenlagen von Meereshöhe bis 400 m zu beobachten ist. Auf Mahé ist Janetaescincus veseyfitzgeraldi nur von der Region des Mont Sébert bekannt.

## Lebensweise
Janetaescincus veseyfitzgeraldi legt ein bis zwei Eier in ein Nest aus Laub und Streu auf dem Waldboden. Auf Störungen reagiert die Art empfindlich. 

## Status
Die IUCN stuft die Art in die Kategorie „stark gefährdet“ (endangered) ein. 2005 schätzte der Naturschützer Justin Gerlach die Population auf 36.042 ± 1.513 Individuen. Die Hauptgefährdung geht von der Nachstellung durch eingeführte Große Tenreks (Tenrec ecaudatus) sowie durch Lebensraumverlust aus. 42 Prozent der Population lebt auf der Insel Silhouette.

## Systematik
Der Artstatus von Janetaescincus veseyfitzgeraldi ist umstritten. Die Erstbeschreibung von Hampton Wildman Parker erfolgte 1947 als Amphiglossus veseyfitzgeraldi. 1970 transferierte Allen Eddy Greer diese Art in die Gattung Janetaescincus. 1984 betrachtete der britische Zoologe Anthony S. Cheke Janetaescincus veseyfitzgeraldi als Synonym von Janetaescincus braueri, was gegenwärtig jedoch nicht allgemein akzeptiert ist.